# Głowno (gmina)
Pour la ville, voir Głowno.
Głowno est une gmina rurale du powiat de Zgierz, Łódź, dans le centre de la Pologne. Son siège est la ville de Głowno, bien qu'elle ne fasse pas partie du territoire de la gmina.
La gmina couvre une superficie de 104,45 km2 pour une population de 4 956 habitants.

## Géographie
La gmina inclut les villages d'Albinów, Antoniew, Boczki Domaradzkie, Boczki Zarzeczne, Bronisławów, Chlebowice, Dąbrowa, Domaradzyn, Feliksów, Gawronki, Glinnik, Helenów, Jasionna, Kadzielin, Kamień, Karasica, Karnków, Konarzew, Lubianków, Mąkolice, Mięsośnia, Ostrołęka, Piaski Rudnickie, Popów Głowieński, Popówek Włościański, Różany, Rudniczek, Władysławów Bielawski, Władysławów Popowski, Wola Lubiankowska, Wola Mąkolska, Wola Zbrożkowa et Ziewanice.
La gmina borde la ville de Głowno et les gminy de Bielawy, Dmosin, Domaniewice, Łyszkowice, Piątek, Stryków et Zgierz.